# 海隆软件
海隆软件（日語：上海ハイロンソフトウェア株式会社）全称为上海海隆软件有限公司。公司位于中国上海市。经营范围包括计算机软、硬件系统及相关系统的集成、开发、资讯、销售及服务等，主要从事对日本的软件出口业务。2007年12月12日，上海海隆软件股份有限公司在深圳证券交易所正式挂牌上市，发行1450万股，每股发行价10.49元，共融资1.52亿元。2015年3月13日，该公司的上市实体被二三四五公司借壳，该公司业务由新成立的上海海隆软件有限公司承继。

## 历史
- 1989年4月,成立,当时名为上海中立计算机有限公司;
- 1993年,更名为上海欧姆龙计算机有限公司;
- 2000年12月,增资改制，变更为国内合资有限责任公司;
- 2001年7月,变更为上海交大欧姆龙软件股份有限公司;
- 2004年11月,更名为上海交大海隆软件股份有限公司;
- 2007年5月,更名为上海海隆软件股份有限公司;
- 2007年12月,在深圳证券交易所上市，代码为002195;
- 2014年1月16日,收购上海二三四五网络科技股份有限公司，开始进军互联网行业;
- 2015年3月13日,深交所证券简称自“海隆软件”更名为“二三四五”